# Ermita del Cristo de la Oliva
La ermita del Cristo de la Oliva (denominada también como ermita del Santo Cristo de la Oliva, e incluso humilladero del Santísimo Cristo de la Oliva, aunque más corto y popular es conocida como humilladero de la Oliva) fue un templo ubicado en Madrid. Su origen, al igual que otras ermitas y humilladeros madrileños se remonta al comienzo de la primera mitad del siglo XVI. La ermita desapareció en el siglo XIX. Se encontraba ubicada en el camino de Atocha (en la actualidad paseo de la Infanta Isabel), a medio camino entre la ermita de San Blas y el convento de Nuestra Señora de Atocha. La imagen que poseía en su interior: el Cristo de la Oliva, fue muy admirado en los siglos XVII y XVIII. La ermita era propiedad de la ciudad de Madrid, y se construyó con las limosnas ofrecidas por los vecinos. El mantenimiento de la misma se realizaba por medio de los trabajos una congregación de fieles denominada la congregación del Cristo de la Oliva. No obstante el convento de Atocha era el responsable de nombrar ermitaño, de realizar las modificaciones y de ofrecer las homilías en la ermita.  

## Romería del Cristo de la Oliva
Al igual que otras ermitas, se celebraba inicialmente el 3 de mayo una romería (romería del Cristo de la Oliva) que consistía en trasladarse a la ermita para adorar la imagen. Esta romería se trasladó posteriormente al 14 de septiembre. El Ayuntamiento de Madrid costeaba la celebración y los actos religiosos en estas fechas. El patronazgo se hacía ver en los escudos de la villa que aparecían en la entrada principal de la ermita. Durante el siglo XVII el abandono de los cuidados de la imagen del cristo crucificado por parte de los eremitas, hizo que la devoción y la romería fuese decayendo en el siglo XVIII. 
Debido al derribo de la ermita del Santo Ángel de la Guarda (ubicada a la otra orilla del río Manzanares) y el traslado temporal de su imagen (Santo Ángel de la Guarda) al templo, la ermita del Cristo de la Oliva revitalizó durante un periodo de tiempo su protagonismo ya decreciente. A finales del siglo XVII ya no celebraban romerías. A partir de 1790 albergó también la imagen de San Blas cuando fue derribada su ermita para construir el Observatorio Astronómico de Juan de Villanueva. La Guerra de Independencia Española supuso un fuerte declive de la ermita, debido al lamentable estado que quedó tras el conflicto, llegando a ser vivienda privada durante algunas décadas, e incluso almacén de munición en el año 1850. A pesar de los intentos de recuperar el culto en su interior se restableciera, el 20 de abril de 1882 se ordena finalmente su demolición para facilitar el ensanche de la carretera a Valencia.

## Características
La ermita debía ser muy humilde y construida con materiales poco nobles. El oratorio tenía un altar y todo ello se distribuía en una planta de reducidas dimensiones. Esta situación hizo que durante os siglos posteriores la superficie tuviese que ir aumentando. Puede verse una representación en el plano de Teixeira, del que puede deducirse su ubicación. La popularidad de la imagen del Cristo hizo pronto que tuviera que ser ampliado. En 1674, a instancias del prior del convento de Atocha, se produjo una ampliación para poder mantener el culto. A finales de 1692 el arquitecto municipal Teodoro Ardemans emitió un informe para que se reforzaran algunas de sus estructuras. En 1713 se tuvo que intervenir en las estructuras y en las cubiertas debido a su lamentable estado de conservación. En 1800 se abordó una nueva ampliación.